# Franculino Djú
Franculino Gluda Djú (Bissau, 28 juni 2004) is een Guinee-Bissaus-Portugees voetballer die doorgaans speelt als spits. In juli 2023 verruilde hij Benfica voor FC Midtjylland. Djú maakte in 2023 zijn debuut in het Guinee-Bissaus voetbalelftal.

## Clubcarrière
Djú werd geboren in Guinee-Bissau, maar begon met voetballen in Portugal, waar hij vanaf 2019 actief was in de jeugdopleiding van Benfica. Deze besloot hij in het voorjaar van 2023 te gaan verlaten en hij ging vanaf medio 2023 voor FC Midtjylland spelen. Zijn professionele debuut maakte hij op 13 augustus van dat jaar, op bezoek bij Vejle BK. Hij mocht in de basis beginnen en zag teamgenoot Aral Şimşir de score openen na rust. Daarna verdubbelde Djú op aangeven van Armin Gigović de voorsprong. German Onugkha bepaalde namens Vejle de eindstand op 1–2. Vier dagen later maakte hij in de voorronde van de UEFA Europa Conference League een hattrick tegen Omonia Nicosia, dat met 5–1 verslagen werd.
Aan het einde van het seizoen 2023/24 kroonde Djú zich met FC Midtjylland tot Deens landskampioen. Hijzelf sloot zijn eerste seizoen af met elf doelpunten in zevenentwintig competitiewedstrijden. Zijn contract werd in december 2024 opengebroken en verlengd tot medio 2029.

## Clubstatistieken
| Seizoen | Club           | Competitie  | Competitie | Competitie | Beker | Beker | Internationaal | Internationaal | Totaal | Totaal |
| Seizoen | Club           | Competitie  | Wed.       | Dlp.       | Wed.  | Dlp.  | Wed.           | Dlp.           | Wed.   | Dlp.   |
| ------- | -------------- | ----------- | ---------- | ---------- | ----- | ----- | -------------- | -------------- | ------ | ------ |
| 2023/24 | FC Midtjylland | Superligaen | 27         | 11         | 2     | 1     | 3              | 5              | 32     | 17     |
| 2024/25 | FC Midtjylland | Superligaen | 25         | 11         | 1     | 1     | 12             | 4              | 38     | 16     |
| Totaal  | Totaal         | Totaal      | 52         | 22         | 3     | 2     | 15             | 9              | 70     | 33     |

Bijgewerkt op 7 mei 2025.

## Interlandcarrière
Djú maakte zijn debuut in het Guinee-Bissaus voetbalelftal op 11 september 2023, toen met 2–1 gewonnen werd van Sierra Leone. Amadou Bakayoko opende namens dat land de score, waarna Nito Gomes voor rust tekende voor de gelijkmaker. Drie minuten na het begin van de eerste helft zorgde Djú met een doelpunt tijdens zijn debuut voor de voorsprong en daarbij zou de score ook blijven. De andere Guinee-Bissause debutanten dit duel waren Baba Fernandes (Accrington Stanley), Houboulang Mendes (Almería), Nito Gomes (Marítimo), Carlos Mané (Kayserispor), Famana Quizera (Académico Viseu), Edson Silva (Nea Salamis) en Ronaldo Camará (CD Feirense).
Djú maakte in januari 2024 deel uit van de selectie van Guinee-Bissau die bondscoach Baciro Candé samenstelde voor het uitgestelde Afrikaans kampioenschap 2023. Het land werd in de groepsfase uitgeschakeld na nederlagen tegen Ivoorkust (2–0), Equatoriaal-Guinea (4–2) en Nigeria (0–1). Djú speelde in alle drie duels mee. 
| Interlands van Franculino Djú voor Guinee-Bissau | Interlands van Franculino Djú voor Guinee-Bissau | Interlands van Franculino Djú voor Guinee-Bissau | Interlands van Franculino Djú voor Guinee-Bissau | Interlands van Franculino Djú voor Guinee-Bissau | Interlands van Franculino Djú voor Guinee-Bissau | Interlands van Franculino Djú voor Guinee-Bissau |
| №                                                | Datum                                            | Wedstrijd                                        | Uitslag                                          | Competitie                                       | Goals                                            |                                                  |
| Als speler bij FC Midtjylland                    | Als speler bij FC Midtjylland                    | Als speler bij FC Midtjylland                    | Als speler bij FC Midtjylland                    | Als speler bij FC Midtjylland                    | Als speler bij FC Midtjylland                    | Als speler bij FC Midtjylland                    |
| ------------------------------------------------ | ------------------------------------------------ | ------------------------------------------------ | ------------------------------------------------ | ------------------------------------------------ | ------------------------------------------------ | ------------------------------------------------ |
| 1                                                | 11 september 2023                                | Guinee-Bissau – Sierra Leone                     | 2 – 1                                            | AK 2023 kwalificatie                             | 48'                                              |                                                  |
| 2                                                | 17 november 2023                                 | Burkina Faso – Guinee-Bissau                     | 1 – 1                                            | WK 2026 kwalificatie                             |                                                  |                                                  |
| 3                                                | 20 november 2023                                 | Djibouti – Guinee-Bissau                         | 0 – 1                                            | WK 2026 kwalificatie                             |                                                  |                                                  |
| 4                                                | 13 januari 2024                                  | Ivoorkust – Guinee-Bissau                        | 2 – 0                                            | AK 2023                                          |                                                  |                                                  |
| 5                                                | 18 januari 2024                                  | Equatoriaal-Guinea – Guinee-Bissau               | 4 – 2                                            | AK 2023                                          |                                                  |                                                  |
| 6                                                | 22 januari 2024                                  | Guinee-Bissau – Nigeria                          | 0 – 1                                            | AK 2023                                          |                                                  |                                                  |
| 7                                                | 22 maart 2024                                    | Soedan – Guinee-Bissau                           | 1 – 0                                            | Vriendschappelijk                                |                                                  |                                                  |
| 8                                                | 25 maart 2024                                    | Soedan – Guinee-Bissau                           | 1 – 2                                            | Vriendschappelijk                                |                                                  |                                                  |
| 9                                                | 6 juni 2024                                      | Guinee-Bissau – Ethiopië                         | 0 – 0                                            | WK 2026 kwalificatie                             |                                                  |                                                  |
| 10                                               | 10 juni 2024                                     | Guinee-Bissau – Egypte                           | 1 – 1                                            | WK 2026 kwalificatie                             |                                                  |                                                  |
| 11                                               | 5 september 2024                                 | Guinee-Bissau – Swaziland                        | 1 – 0                                            | AK 2025 kwalificatie                             |                                                  |                                                  |
| 12                                               | 10 september 2024                                | Mozambique – Guinee-Bissau                       | 2 – 1                                            | AK 2025 kwalificatie                             |                                                  |                                                  |
| 13                                               | 15 oktober 2024                                  | Guinee-Bissau – Mali                             | 0 – 0                                            | AK 2025 kwalificatie                             |                                                  |                                                  |
| 14                                               | 20 maart 2025                                    | Sierra Leone – Guinee-Bissau                     | 3 – 1                                            | WK 2026 kwalificatie                             |                                                  |                                                  |

Bijgewerkt op 7 mei 2025.

## Erelijst
| Superligaen | 1 | 2023/24 |